# Trekkie Parsons
Trekkie Ritchie Parsons (Natal, 15 juni 1902 – Lewes, 24 juli 1995) geboren als Majorie Tulip Ritchie, was een Brits schilderes, tekenares en illustratrice. Zij was van 1942 tot zijn dood in 1969 de geliefde van Leonard Woolf, de weduwnaar van Virginia Woolf.
Ritchie werd geboren in Zuid-Afrika. Tijdens de Eerste Wereldoorlog keerde het gezin terug naar Engeland. Ritchie bezocht de Slade School of Fine Arts en werkte vervolgens als illustratrice van vooral kinderboeken. In 1934 trouwde ze met Ian Parsons, die uitgever was bij Chatto and Windus. Via haar zuster Alice, die voor de Hogarth Press werkte, kwam ze in contact met het echtpaar Woolf. Zij kreeg de opdracht voor het ontwerpen van stofomslagen van de boeken die door de Hogarth Press werden uitgegeven. Zij maakte omslagen voor onder andere Vita Sackville-Wests All Passion Spent, voor John Hampsons Saturday Night at the Greyhound en voor een boek met Schotse kinderrijmpjes. In 1943 verscheen bij de uitgeverij van haar man een eigen kinderboek van haar hand: Bells across the Sand - A Book of Rhymes with Pictures, waarbij ze zelf de houtsnedes maakte.
Na de Tweede Wereldoorlog raakte het leven van haar en haar man steeds meer verbonden met dat van Leonard Woolf. Ze woonden lange tijd in hetzelfde huis aan Victoria Square (Londen) en Leonard Woolf werd een collega van Parsons, nadat hij de Hogarth Press aan Chatto had verkocht. Ritchie en haar man verhuisden uiteindelijk naar Lewes, waar ze vlak in de buurt woonden van Leonard Woolf (die Monk's House had aangehouden). Trekkie woonde vaak door de week bij Leonard en in het weekeinde bij haar man. In Lewes werden verschillende exposities van haar werk gehouden. In 1969 erfde ze Monk's House van Woolf.
Leonard Woolf en Trekkie Ritchie schreven elkaar talloze brieven, die in 2002 werden uitgegeven.
- Gemeinsame Normdatei: 123037492
- International Standard Name Identifier: 0000 0000 8219 2608
- Library of Congress Control Number: no2001047028
- Nationale Bibliotheek van Israël: 987007266479405171
- Nederlandse Thesaurus van Auteursnamen: 239261410
- RKD-Nederlands Instituut voor Kunstgeschiedenis: 316141
- SNAC: w6476tb5
- Union List of Artist Names: 500185048
- Virtual International Authority File: 37815492
- WorldCat: E39PBJp9r6bWc3rj8jkkHh78md